# The Boy Downstairs
Pour plus de détails, voir Fiche technique et Distribution.
The Boy Downstairs est un film américain réalisé par Sophie Brooks, sorti en 2017.

## Synopsis
Une jeune femme emménage par inadvertance dans l'immeuble de son ex-petit ami.

## Fiche technique
- Titre : The Boy Downstairs
- Réalisation : Sophie Brooks
- Scénario : Sophie Brooks
- Musique : David Buckley
- Photographie : Stefan Weinberger
- Montage : Matt Friedman
- Production : David Brooks, Leon Clarance et Dan Clifton
- Société de production : The Boy Downstairs Productions, Cliffbrook Films et Motion Picture Capital
- Société de distribution : FilmRise (États-Unis)
- Pays de production :  États-Unis
- Genre : Comédie dramatique et comédie romantique
- Durée : 91 minutes
- Dates de sortie : 
  - États-Unis : 23 avril 2017 (festival du film de Tribeca)
  - États-Unis : 16 février 2018

## Distribution
- Zosia Mamet : Diana
- Matthew Shear : Ben
- Deirdre O'Connell : Amy
- Sarah Ramos : Meg
- Diana Irvine : Gabby
- Arliss Howard : le père Father
- Deborah Offner : Shannon
- David Wohl : Barry
- Jeff Ward (en) : Marcus
- Theo Stockman : Eliot
- Liz Larsen : Diana
- Sabina Friedman-Seitz : Jenny
- Fabrizio Brienza : Waiter
- Jaime Fernandez : le livreur
- Natalie Hall : Ivy
- Peter Oliver : Julian
- Doug Trapp : Dr Maples

## Accueil
Le film a reçu un accueil mitigé de la critique. Il obtient un score moyen de 59 % sur Metacritic.